# Roy Barnes
Roy Eugene Barnes (Mableton, 11 marzo 1948) è un politico statunitense.
È ad oggi l'ultimo democratico ad aver ricoperto la carica di governatore della Georgia.

## Biografia
Nato a Mableton in una famiglia di negozianti, si è laureato in legge nel 1972 all'Università della Georgia. Eletto all'assemblea della Georgia dal 1974, già nel 1990 si candidò governatore, senza tuttavia avere successo, venendo in compenso nominato da Zell Miller come membro di molte commissioni statali.

La nuova bandiera della Georgia voluta da Barnes, che comunque include anche la vecchia bandiera all'interno della fascia inferiore; è rimasta in uso per soli due anni, dal 2001 al 2003

Nel 1998, al ritiro del favorito Pierre Howard dalle elezioni governatoriali, Barnes riuscì a sconfiggere il candidato repubblicano Guy Millner e a diventare nuovo governatore della Georgia. Durante il suo mandato si concentrò sulla riforma dell'istruzione e della sanità pubblica statale, combattendo anche la condotta spesso fraudolenta delle compagnie di assicurazioni. Barnes riuscì inoltre a modificare la bandiera della Georgia, eliminando da essa i principali riferimenti agli Stati Confederati d'America, ma ciò gli alienò una parte dell'opinione pubblica, che avrebbe voluto la questione sottoposta a referendum popolare.
Alle successive elezioni del 2002 venne sconfitto dal repubblicano Sonny Perdue, che interruppe così il dominio plurisecolare dei democratici in Georgia. Barnes è quindi tornato a fare l'avvocato per il suo studio legale "Barnes Law Group", salvo tentare ancora una volta la scalata al potere nel 2010, perdendo ancora contro Nathan Deal.